# Tápiószentmárton
Tápiószentmárton är en ort i Ungern.   Den ligger i provinsen Pest, i den centrala delen av landet, 60 km öster om huvudstaden Budapest. Tápiószentmárton ligger 108 meter över havet och antalet invånare är 5 596.
Terrängen runt Tápiószentmárton är platt, och sluttar österut. Runt Tápiószentmárton är det ganska tätbefolkat, med 149 invånare per kvadratkilometer. Närmaste större samhälle är Cegléd, 19,0 km söder om Tápiószentmárton. Trakten runt Tápiószentmárton består till största delen av jordbruksmark.